# 러시아-아메리카 회사
러시아-아메리카 회사(러시아어: Русско-американская компания/Российско-американская компания, Russian-American Company)는 러시아 제국의 회사로, 그리고리 셸라이호프와 니콜라이 레자노프가 파벨 1세의 명으로 1799년 7월 19일에 설립했다.
이르쿠츠크가 원래는 이 회사를 관할했다. 1800년에는 상트페테르부르크로 관할권이 넘어갔다. 나중에 러시아 정부의 지원으로 1804년 — 1840년에 25명의 편성된 이 회사의 탐험대가 알래스카를 탐험했다.(이반 크루젠시테른 등) 러시아가 알래스카를 미국에게 넘겨준 뒤부터는, 이 회사는 해체되었다.
| #  | 이름                                                                       | 맡은 기간                          |
| -- | -------------------------------------------------------------------------- | ---------------------------------- |
| 1  | 알렉산드르 바라노프 (Александр Андреевич Баранов)(1747년 — 1819년)         | 1799년 - 1818년 1월 11일           |
| 2  | 레온티 가게메이스테르 (Леонтий Андрианович Гагемейстер)(1780년 — 1833년)   | 1818년 1월 11일 - 1818년 10월 24일 |
| 3  | 세묜 야놉스키(Семён Иванович Яновский)                                     | 1818년 10월 24일 - 1820년 9월 15일 |
| 4  | 마트베이 무라비예프(Матвей Иванович Муравьев, 1784년 — 1826년)             | 1820년 9월 15일 - 1825년 10월 14일 |
| 5  | 표트르 치스티야코프(Пётр Игорович Чистьяков, 1790년 — 1862년)              | 1825년 10월 14일 - 1830년 6월 1일  |
| 6  | 페르디난트 브란겔 남작(Барон Фердинанд Петрович Врангель, 1797년 — 1870년) | 1830년 6월 1일 - 1835년 10월 29일  |
| 7  | 이반 쿠프레야노프 (Иван Антонович Купреянов, 1800년 — 1857년)              | 1835년 10월 29일 - 1840년 5월 25일 |
| 8  | 아돌프 예톨린 (Адольф Карлович Етолин, 1798년 — 1876년)                    | 1840년 5월 25일 - 1845년 6월 9일   |
| 9  | 미하일 테벤코프(Михаил Дмитриевич Тебенков, 1802년 — 1872년)               | 1845년 6월 9일 - 1850년 10월 14일  |
| 10 | 니콜라이 로젠베르크(Николай Яковлевич Розенберг, ? — 1857년)               | 1850년 10월 14일 - 1853년 3월 31일 |
| 11 | 알렉산드르 루다코프(Александр Ильич Рудаков)                               | 1853년 3월 31일 - 1854년 4월 22일  |
| 12 | 스테판 보예보츠키 (Стефан Васильевич Воеводский, ? — 1884년)               | 1854년 4월 22일 - 1859년 6월 22일  |
| 13 | 이반 푸루겔림 (Иван Васильевич Фуругельм, 1821년 — 1909년)                 | 1859년 6월 22일 - 1863년 12월 2일  |
| 14 | 드미트리 막수토프 황태자(князь Дмитий Петрович Максутов, 1832년 — 1889년)  | 1863년 12월 2일 - 1867년 10월 18일 |

## 같이 보기
- 알래스카 매매